# 1976 في الصين
فيما يلي قوائم الأحداث التي وقعت خلال عام 1976 في الصين.

## أحداث
- 28 يوليو – زلزال تانغشان 1976

## سياسة

### تعيين في المنصب
- 2 فبراير – هوا جيو فينج رئيس مجلس الدولة الصيني،رئيس اللجنة العسكرية المركزية حزب الشعب الصيني  [لغات أخرى]‏، رئيس الحزب الشيوعي الصيني.
- 6 يوليو – سونغ تشينغ لينغ رئيس اللجنة الدائمة للمجلس الوطني لنواب الشعب [الإنجليزية]‏.

### انتهاء فترة المنصب
- 8 يناير – تشوان لاي عضو مجلس الشعب الصيني  [لغات أخرى]‏، Chairman of the Chinese People's Political Consultative Conference [الإنجليزية]‏، رئيس مجلس الدولة الصيني، عضو اللجنة الدائمة للمكتب السياسي للحزب الشيوعي الصيني  [لغات أخرى]‏.
- 9 سبتمبر – ماو تسي تونغ رئيس اللجنة العسكرية المركزية حزب الشعب الصيني  [لغات أخرى]‏، رئيس الحزب الشيوعي الصيني.

## مواليد

### فبراير
- 4 فبراير – تشن كون ممثل صيني.

### مارس
- 12 مارس – جاو واي
- 16 مارس – زو تشن لاعبة شطرنج صينية.

### مايو
- 8 مايو – ران شياو لي ممثلة صينية.[1]

### يونيو
- 3 يونيو – تشي هونغ لاعب كرة قدم صيني.

### يوليو
- 8 يوليو – وانغ ليبينغ منافِسة أوليمبية صينية.[2]

## وفيات

### يناير
- 8 يناير – تشوان لاي (مواليد 1898)[3]

### مارس
- 26 مارس – لين يوتانغ (مواليد 1895) كاتب صيني.[4]

### يوليو
- 12 يوليو – جيمس وونغ هاو (مواليد 1899)[5]

### سبتمبر
- 9 سبتمبر – ماو تسي تونغ (مواليد 1893) زعيم الصين.[6]